# Melasa

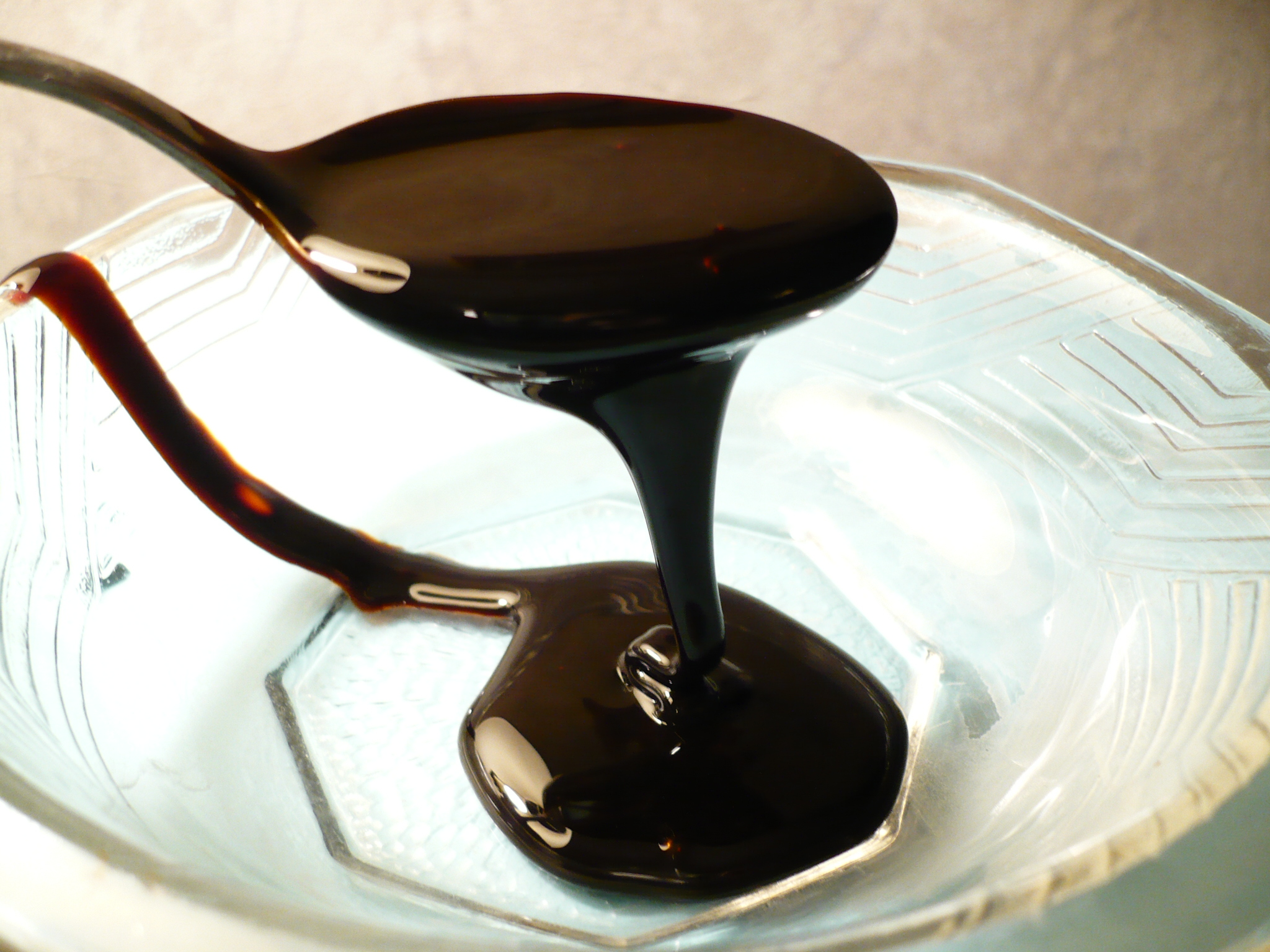
Melasa

Melasa je zbytek po vykrystalizování cukrové řepy či cukrové třtiny; obsahuje asi 50 % cukru, který však již není schopen pro velký obsah příměsí vykrystalizovat. Je velmi mazlavá a lepkavá.
Užívá se v likérnictví (výroba rumu ze třtinové melasy), na výrobu lihu, kyseliny citrónové, droždí, k dalšímu vycukernění nebo na zkrmení, ale také jako zdroj uhlíku v pěstebných prostředích.